# Нефтяник (Актюбинская область)
Нефтяник (каз. Нефтяник) — упразднённый посёлок в Актюбинской области Казахстана. Находилось в подчинении городской администрации Актобе. Входил в состав Благодарного сельского округа. Упразднен во второй половине 1990-х годов.

## География
Располагался в 3 км к юго-востоку от села Белогорка.

## История
До 1995 года входил в состав Новотроицкого сельсовета Новороссийского района.

## Население
По данным всесоюзной переписи 1989 года в поселке проживало 160 человек, в том числе казахи составляли 33 % населения, русские — 30 %, украинцы — 22 %.